# Eutonologie
L'eutonologie est l'étude des réactions de l'organisme à tous types d'agressions telles que les brûlures, les blessures, le stress, le froid, les chocs opératoires, etc.
Ces réactions à l'agression doivent permettre à l'organisme de se défendre et de revenir à son état normal (homéostasie).

## Étymologie grecque
Eutonologie est un mot composé à partir des éléments eutonos (tonus au sens large, équilibre biologique normal) et logos (parole, discours, raison, relation).

## Historique
Dès 1945, Henri Laborit (1914-1995), chirurgien de la Marine nationale, s'intéresse aux perturbations biologiques complexes que l'acte chirurgical provoque chez le malade opéré. Son service reçoit de nombreux prisonniers allemands blessés gravement lors d'opérations de déminage. Malgré les actes précis et les soins attentifs dispensés, une partie d'entre eux décèdent pour des raisons qui lui échappent.
En parallèle avec la chirurgie, Henri Laborit commence un long travail d'études et d'expérimentations des réactions de l'organisme au choc opératoire.
Ce n'est pas la lésion organique qui l'intéresse, mais la réaction de l'organisme à l'agression et il appelle cette nouvelle discipline, l'agressologie.
La marine lui propose, en 1950, d'intégrer l'hôpital du Val-de-Grâce de Paris à la section technique des recherches et des études. 
Il commence à publier des livres sur ses travaux ; "Réaction organique à l’agression et choc" aux éditions Masson en 1952, puis, dans la collection "Agressologie - réanimation - hibernothérapie", "bases physio-biologiques et principes généraux de réanimation", toujours aux éditions Masson en 1958. 
Il crée également la revue Agressologie qui parait régulièrement jusqu'en 1983. 

## Laboratoire d'eutonologie
En juin 1958, grâce au Pr Thalheimer et au financement des laboratoires Spécia, Henri Laborit doit inaugurer à l'hôpital Boucicaut un nouveau laboratoire de recherche dont il a la responsabilité.
La direction du service de santé des armées, dont dépend Henri Laborit, chirurgien de la Marine nationale, n'apprécie guère le terme "agressologie".
Elle demande au Pr Canguilhem, ancien médecin, professeur à la Sorbonne, épistémologue, de trouver un mot pour définir les recherches d'Henri Laborit à Boucicaut.
Le Pr Canguilhem rend un long rapport avec plusieurs propositions dans lequel il indique sa préférence pour eutonologie.
Henri Laborit doit obéir aux ordres et le laboratoire est nommé; Centre d'études expérimentales et cliniques de physio-biologie, de pharmacologie et d'eutonologie (CEPBEPE).